# 华语电影传媒大奖
华语电影传媒大奖（英語：Chinese Film Media Awards）是2000年由《南方都市报》发起并主办的电影奖项。该奖由两岸三地的知名电影文化工作者共同参与评审。是中国唯一一个将中國大陸电影、香港电影和台湾电影都纳入评选范围的电影奖项。
2016年改称华语电影传媒盛典。因受中国大陆影视奖项限制，2017年虽推出了提名名单，但12月17日颁奖典礼上奖项易名，不再称“最佳”，而以2017电影之夜年度专业推荐替代，原名称不再存在。2019年頒發最後一届後停辦。

## 简介
奖座是由广州木雕艺术家许冰设计的铜铸男性“跑步小金人”，表达了“向前”、“追赶”的积极人生状态。

### 评审成员
评审团由华人知名电影文化工作者和影评人组成，文隽、王晓祥（金马奖前主席）、王清华（金马奖秘书长）、罗卡、贾樟柯、焦雄屏、林奕华、李焯桃、梁良、郑洞天、郝建、崔卫平、程青松、马家辉、游惠贞等知名电影人都曾担任该奖评委。

### 评审流程
每年初，由中國大陆、香港、台湾三地评委分别对去年当地所公映的华语片进行投票讨论，在最佳影片、最佳导演、最佳编剧、最佳新导演、最佳男/女主角、最佳男/女配角、最佳新演员的9个奖项中提出3个候选者，即初选中國大陆、香港、台湾三地各有一份提名名单，综合即为首轮提名结果；第二轮评委在每个奖项的首轮提名中选出3个候选者，得到终审候选名单；第三轮评委负责从二轮评审结果中选出每个奖项最终的获奖者。
自2012年开始，各项提名名单由原来的三个增为五个。

## 奖项设置
一般奖项
- 最佳电影
- 最佳导演
- 最佳编剧
- 最佳男主角
- 最佳女主角
- 最佳男配角
- 最佳女配角
- 最佳新导演
- 最佳新演员

传媒致敬奖项
- 百家传媒年度致敬电影
- 百家传媒年度致敬电影人

票选奖项
- 观众票选最受瞩目电影
- 观众票选最受瞩目男演员
- 观众票选最受瞩目女演员
- 观众票选最受瞩目表现

## 历年获奖名单

### 第一届（2001年）
| 獎項             | 獲獎名單                       |
| 第一届（2001年） |                                |
| 最佳电影         | 《一一》                       |
| 最佳导演         | 李安（《卧虎藏龙》）           |
| 最佳编剧         | 游乃海（《枪火》）             |
| 最佳男演员       | 梁朝伟（《花样年华》）         |
| 最佳女演员       | 张曼玉（《花样年华》）         |
| 最佳摄影         | 李屏宾、杜可风（《花样年华》） |

### 第二届（2002年）
| 獎項                 | 獲獎名單                   |
| 第二届（2002年）     |                            |
| 港台最佳电影         | 《一一》                   |
| 港台最佳导演         | 杨德昌（《一一》）         |
| 港台最佳男演员       | 胡军（《蓝宇》）           |
| 港台最佳女演员       | 梅艳芳（《男人四十》）     |
| 中國最佳电影         | 《谁说我不在乎》           |
| 中國最佳导演         | 宁瀛（《夏日暖洋洋》）     |
| 中國最佳男演员       | 葛优（《大腕》）           |
| 中國最佳女演员       | 吕丽萍（《谁说我不在乎》） |
| 票选最受欢迎华语电影 | 《蓝宇》                   |
| 票选最受欢迎男演员   | 胡军（《蓝宇》）           |
| 票选最受欢迎女演员   | 梁咏琪（《我的兄弟姐妹》） |

### 第三届（2003年）
| 獎項                   | 獲獎名單                                 |
| 第三届（2003年）       |                                          |
| 港台最佳电影           | 《美丽时光》                             |
| 港台最佳导演           | 张作骥（《美丽时光》）                   |
| 港台最佳男演员         | 黄秋生（《想飛》、《无间道》）           |
| 港台最佳女演员         | 李心洁（《见鬼》、《想飛》）             |
| 港台最佳处女作         | 《梦幻部落》（导演郑文堂）               |
| 港台最受欢迎电影       | 《无间道》                               |
| 港台最受欢迎男演员金奖 | 刘德华（《无间道》、《金鸡》）           |
| 港台最受欢迎男演员银奖 | 梁朝伟（《英雄》、《无间道》）           |
| 港台最受欢迎男演员铜奖 | 黎明（《三更之回家》）                   |
| 港台最受欢迎女演员金奖 | 张柏芝（《河东狮吼》）                   |
| 港台最受欢迎女演员银奖 | 张曼玉（《英雄》）                       |
| 港台最受欢迎女演员铜奖 | Twins（《这个夏天有异性》《一碌蔗》）    |
| 中國最佳电影           | 《寻枪》                                 |
| 中國最佳导演           | 田壮壮（《小城之春》）                   |
| 中國最佳男演员         | 姜文（《寻枪》）                         |
| 中國最佳女演员         | 黄素影（《世界上最疼我的那个人去了》）   |
| 中國最佳处女作         | 《寻枪》（导演陆川）                     |
| 中國最受欢迎电影       | 《英雄》                                 |
| 中國最受欢迎男演员金奖 | 姜文（《寻枪》）                         |
| 中國最受欢迎男演员银奖 | 孙海英（《美丽的大脚》）                 |
| 中國最受欢迎男演员铜奖 | 耿乐（《开往春天的地铁》）               |
| 中國最受欢迎女演员金奖 | 徐静蕾（《我爱你》、《开往春天的地铁》） |
| 中國最受欢迎女演员银奖 | 吕丽萍（《假装没感觉》）                 |
| 中國最受欢迎女演员铜奖 | 刘璇（《我的美丽乡愁》）                 |

### 第四届（2004年）
| 獎項                           | 獲獎名單                                     |
| 第四届（2004年）               |                                              |
| 港台最佳电影                   | 《无间道2》                                  |
| 港台最佳导演                   | 杜琪峰（《PTU》）                            |
| 港台最佳编剧                   | 韦家辉、游乃海、欧健儿、叶天成（《大只佬》） |
| 港台最佳男主角                 | 刘德华（《大只佬》）                         |
| 港台最佳女主角                 | 张柏芝（《忘不了》）                         |
| 港台最佳男配角                 | 廖启智（《无间道2》）                        |
| 港台最佳女配角                 | 惠英红（《妖夜回廊》）                       |
| 港台最佳新导演                 | 李康生（《不见》）                           |
| 中國最佳电影                   | 《卡拉是条狗》                               |
| 中國最佳导演                   | 路学长（《卡拉是条狗》）                     |
| 中國最佳编剧                   | 徐静蕾（《我和爸爸》）                       |
| 中國最佳男主角                 | 葛优（《卡拉是条狗》）                       |
| 中國最佳女主角                 | 章子怡（《紫蝴蝶》）                         |
| 中國最佳男配角                 | 胡坤（《我和爸爸》）                         |
| 中國最佳女配角                 | 李勤勤（《卡拉是条狗》）                     |
| 中國最佳新导演                 | 徐静蕾（《我和爸爸》）                       |
| 最受欢迎奖项传媒评审团奖       | 《手机》                                     |
| 最受欢迎奖项港台最受欢迎影片   | 《无间道3》                                  |
| 最受欢迎奖项港台最受欢迎男演员 | 梁朝伟、刘德华、黄秋生（分别为金、银、铜奖） |
| 最受欢迎奖项港台最受欢迎女演员 | 张柏芝、蔡卓妍、吴君如（分别为金、银、铜奖） |
| 最受欢迎奖项中國最受欢迎电影   | 《手机》                                     |
| 最受欢迎奖项中國最受欢迎男演员 | 葛优、姜文、刘烨（分别为金、银、铜奖）       |
| 最受欢迎奖项中國最受欢迎女演员 | 赵薇、徐静蕾、范冰冰（分别为金、银、铜奖）   |

### 第五届（2005年）
| 獎項                         | 獲獎名單                         |
| 第五届（2005年）             |                                  |
| 最佳影片                     | 《德拉姆》                       |
| 最佳导演                     | 田壮壮（《德拉姆》）             |
| 最佳编剧                     | 黄黎明、王小棣（《拥抱大白熊》） |
| 最佳男主角                   | 方中信（《旺角黑夜》）           |
| 最佳女主角                   | 刘若英（《天下无贼》）           |
| 最佳男配角                   | 张兆辉（《柔道龙虎榜）           |
| 最佳女配角                   | 白灵（《三更之饺子》）           |
| 最佳新导演                   | 彭文淳（《歌舞中国》）           |
| 最佳新演员                   | 洪颢瑄(《拥抱大白熊》)           |
| 传媒评审团特别大奖           | 《麦兜菠萝油王子》               |
| 传媒主编推荐大奖年度杰电影   | 《天下无贼》                     |
| 传媒主编推荐大奖年度杰出电影人 | 刘德华                           |

### 第六届（2006年）
| 獎項             | 獲獎名單                     |
| 第六届（2006年） |                              |
| 最佳影片         | 《黑社会》                   |
| 最佳导演         | 顾长卫（《孔雀》）           |
| 最佳编剧         | 李樯（《孔雀》）             |
| 最佳男主角       | 梁家辉（《黑社会》）         |
| 最佳女主角       | 张静初（《孔雀》）           |
| 最佳男配角       | 姚安濂（《青红》）           |
| 最佳女配角       | 林家宇（《月光下，我记得》） |
| 最佳新导演       | 李玉（《红颜》）             |
| 最佳新演员       | 冯砾（《孔雀》）             |
| 卓越贡献大奖     | 李翰祥                       |

### 第七届（2007年）
| 獎項                         | 獲獎名單                                |
| 第七届（2007年）             |                                         |
| 最佳电影                     | 《疯狂的石头》                          |
| 最佳导演                     | 宁浩（《疯狂的石头》）                  |
| 最佳编剧                     | 张承、岳小军、宁浩（《疯狂的石头》）    |
| 最佳男主角                   | 富大龙（《天狗》）                      |
| 最佳女主角                   | 金雅琴（《我们俩》）                    |
| 最佳男配角                   | 黄渤（《疯狂的石头》）                  |
| 最佳女配角                   | 陆弈静（《深海》）                      |
| 最佳新导演                   | 吴彦祖（《四大天王》）                  |
| 最佳新演员                   | 宫哲（《我们俩》）                      |
| 评审团奖                     | 杜琪峰（《黑社会以和为贵》、《放·逐》） |
| 百家传媒致敬大奖年度杰电影   | 《三峡好人》                            |
| 百家传媒致敬大奖年度杰出电影人 | 刘德华                                  |

### 第八届（2008年）
| 獎項                   | 獲獎名單                       |
| 第八届（2008年）       |                                |
| 最佳影片               | 《图雅的婚事》                 |
| 最佳导演               | 许鞍华（《姨妈的后现代生活》） |
| 最佳编剧               | 韦家辉、欧健儿（《神探》）     |
| 最佳男主角             | 张涵予（《集结号》）           |
| 最佳女主角             | 余男（《图雅的婚事》）         |
| 最佳男配角             | 王砚辉（《光荣的愤怒》）       |
| 最佳女配角             | 陈冲（《太阳照常升起》）       |
| 最佳新导演             | 陈怀恩（《练习曲》）           |
| 最佳新演员             | 汤唯（《色戒》）               |
| 百家传媒年度致敬电影   | 《集结号》                     |
| 百家传媒年度致敬电影人 | 陈冲                           |

### 第九届（2009年）
| 獎項               | 獲獎名單                 |
| 第九届（2009年）   |                          |
| 最佳电影           | 《天水围的日与夜》       |
| 最佳导演           | 许鞍华《天水围的日与夜》 |
| 最佳编剧           | 蔡宗翰、林书宇《九降风》 |
| 最佳男主角         | 范伟《耳朵大有福》       |
| 最佳女主角         | 周迅《李米的猜想》       |
| 最佳男配角         | 王学圻《梅兰芳》         |
| 最佳女配角         | 陈丽云《天水围的日与夜》 |
| 最佳新导演         | 张猛《耳朵大有福》       |
| 最佳新演员         | 潘亲御《囧男孩》         |
| 百家传媒致敬电影   | 《千钧一发》             |
| 百家传媒致敬电影人 | 许鞍华                   |

### 第十届（2010年）
| 獎項                   | 獲獎名單                   |
| 第十届（2010年）       |                            |
| 最佳电影               | 《不能没有你》             |
| 最佳导演               | 戴立忍《不能没有你》       |
| 最佳编剧               | 麦兆辉、庄文强《窃听风云》 |
| 最佳男主角             | 陈文彬《不能没有你》       |
| 最佳女主角             | 惠英红《心魔》             |
| 最佳男配角             | 高捷《一席之地》           |
| 最佳女配角             | 陆弈静《一席之地》         |
| 最佳新导演             | 岸西《亲密》               |
| 最佳新演员             | 李家濠《永久居留》         |
| 百家传媒年度致敬电影   | 《风声》                   |
| 百家传媒年度致敬电影人 | 韩三平、黄建新             |

### 第十一届（2011年）
| 獎項                           | 獲獎名單               |
| 第十一届（2011年）             |                        |
| 最佳电影                       | 《当爱来的时候》       |
| 最佳导演                       | 姜文《让子弹飞》       |
| 最佳编剧                       | 张作骥《当爱来的时候》 |
| 最佳男主角                     | 葛优《让子弹飞》       |
| 最佳女主角                     | 汤唯《月满轩尼诗》     |
| 最佳男配角                     | 馬如龍《艋舺》         |
| 最佳女配角                     | 李滨《玩酷青春》       |
| 最佳新导演                     | 钮承泽《艋舺》         |
| 最佳新演员                     | 李亦捷《当爱来的时候》 |
| 百家传媒年度致敬奖项致敬电影   | 《让子弹飞》           |
| 百家传媒年度致敬奖项致敬电影人 | 葛优                   |
| 观众票选奖项最受瞩目电影       | 《让子弹飞》           |
| 观众票选奖项最受瞩目男演员     | 黄晓明《赵氏孤儿》     |
| 观众票选奖项最受瞩目女演员     | 楊千嬅《志明與春嬌》   |
| 观众票选奖项最受瞩目表现       | 薛凯琪《分手说爱你》   |

### 第十二届（2012年）
| 獎項                   | 獲獎名單                              |
| 第十二届（2012年）     |                                       |
| 最佳電影               | 《赛德克·巴莱》                       |
| 最佳導演               | 杜琪峯 《奪命金》                     |
| 最佳編劇               | 銀河創作組、歐健兒、黃勁輝 《奪命金》 |
| 最佳男主角             | 劉青雲 《奪命金》                     |
| 最佳女主角             | 葉德嫻 《桃姐》                       |
| 最佳男配角             | 濮存昕 《最爱》                       |
| 最佳女配角             | 何韵诗 《奪命金》                     |
| 最佳新导演             | 九把刀 《那些年，我们一起追的女孩》   |
| 最佳新演員             | 柯震东 《那些年，我们一起追的女孩》   |
| 观众票选最受瞩目电影   | 《那些年，我们一起追的女孩》          |
| 观众票选最受瞩目男演员 | 佟大为 《金陵十三钗》                 |
| 观众票选最受瞩目女演员 | 倪妮 《金陵十三钗》                   |
| 观众票选最受瞩目表现   | 陈妍希 《那些年，我们一起追的女孩》   |
| 百家传媒年度致敬电影   | 《桃姐》                              |
| 百家传媒年度致敬电影人 | 于冬                                  |

### 第十三届（2013年）
| 獎項                   | 獲獎名單               |
| 第十三届（2013年）     |                        |
| 最佳電影               | 《邊境風雲》           |
| 最佳導演               | 高群書《神探亨特張》   |
| 最佳編劇               | 劉震雲《一九四二》     |
| 最佳男主角             | 梁家輝《寒戰》         |
| 最佳女主角             | 顏丙燕《萬箭穿心》     |
| 最佳男配角             | 杜汶澤《DIVA華麗之後》 |
| 最佳女配角             | 李烈《逆光飛翔》       |
| 最佳新導演             | 程耳《邊境風雲》       |
| 最佳新演員             | 齊溪《浮城謎事》       |
| 評審團獎               | 《逆光飛翔》           |
| 觀眾票選最受矚目電影   | 《人再囧途之泰囧》     |
| 觀眾票選最受矚目男演員 | 段奕宏《白鹿原》       |
| 觀眾票選最受矚目女演員 | Angelababy《第一次》   |
| 觀眾票選最受矚目表現   | 陳柏霖《台北飄雪》     |
| 百家傳媒年度致敬電影   | 《一九四二》           |
| 百家傳媒年度致敬電影人 | 婁燁《浮城謎事》       |

### 第十四届（2014年）
| 獎項                   | 獲獎名單             |
| 第十四届（2014年）     |                      |
| 最佳影片               | 《毒战》             |
| 最佳导演               | 杜琪峰《毒战》       |
| 最佳编剧               | 陈哲艺《爸妈不在家》 |
| 最佳男主角             | 张家辉《激战》       |
| 最佳女主角             | 章子怡《一代宗师》   |
| 最佳男配角             | 王庆祥《一代宗师》   |
| 最佳女配角             | 杨雁雁《爸妈不在家》 |
| 最佳新演员             | 郭书瑶《志气》       |
| 最佳新导演             | 郝杰《美姐》         |
| 最受瞩目男演员         | 黄渤《西游降魔篇》   |
| 最受瞩目女演员         | 姚晨《风暴》         |
| 最受瞩目表现           | 李治廷《一夜惊喜》   |
| 最受瞩目电影           | 《北京遇上西雅图》   |
| 百家传媒年度致敬电影   | 《无人区》           |
| 百家传媒年度致敬电影人 | 江志强               |

### 第十五届（2015年）
| 獎項                   | 獲獎名單           |
| 第十五届（2015年）     |                    |
| 最佳电影               | 《推拿》           |
| 最佳导演               | 娄烨《推拿》       |
| 最佳编剧               | 马英力《推拿》     |
| 最佳男主角             | 秦昊《推拿》       |
| 最佳女主角             | 赵薇《亲爱的》     |
| 最佳男配角             | 陈建斌《军中乐园》 |
| 最佳女配角             | 梅婷《推拿》       |
| 最佳新导演             | 崔健《蓝色骨头》   |
| 最佳新演员             | 张磊《推拿》       |
| 百家传媒年度致敬电影   | 《军中乐园》       |
| 百家传媒年度致敬电影人 | 黄建新             |
| 最受瞩目电影           | 《绣春刀》         |
| 最受瞩目女演员         | 周冬雨《同桌的你》 |
| 最受瞩目男演员         | 郑恺《前任攻略》   |
| 最受瞩目表现           | 王菀之《金鸡SSS》  |
| 年度最受欢迎女演员     | 蔡卓妍《雏妓》     |
| 年度最受欢迎男演员     | 张智霖《冲上云霄》 |

### 第十六届（2016年）
| 獎項                               | 獲獎名單                   |
| 第十六届（2016年）主竞赛单元       |                            |
| 最佳电影                           | 《刺客聂隐娘》             |
| 评审团奖                           | 《醉·生梦死》 《踏血寻梅》 |
| 最佳导演                           | 侯孝贤《刺客聂隐娘》       |
| 最佳编剧                           | 徐浩峰《师父》             |
| 最佳新导演奖                       | 忻钰坤《心迷宫》           |
| 最佳男主角                         | 冯小刚《老炮儿》           |
| 最佳女主角                         | 吕中《闯入者》             |
| 最佳男配角                         | 王千源《解救吾先生》       |
| 最佳女配角                         | 吕雪凤《醉·生梦死》        |
| 最佳新导演                         | 忻钰坤《心迷宫》           |
| 最佳新演员                         | 春夏《踏血寻梅》           |
| 第十六届（2016年）最受瞩目单元     |                            |
| 最受瞩目电影                       | 《唐人街探案》             |
| 最受瞩目女演员                     | 刘亦菲《第三种爱情》       |
| 最受瞩目男演员                     | 欧豪《左耳》               |
| 最受瞩目表现                       | 宋芸桦《我的少女时代》     |
| 第十六届（2016年）百家传媒致敬单元 |                            |
| 微博评审·百家传媒年度致敬电影奖    | 《闯入者》                 |
| 微博评审·百家传媒年度致敬电影人奖  | 王中磊                     |
| 微博评审·百家传媒年度致敬表现奖    | 段奕宏《烈日灼心》         |

### 第十七届（2017年）
每个奖项都从“最佳XX”改为“年度专业推荐XX”，主题从竞争评选改为表彰推荐。
| 表彰推荐           | 推荐名单                                 |
| 第十七届（2017年） |                                          |
| 推荐电影           | 《日常对话》                             |
| 推荐导演           | 万玛才旦《塔洛》                         |
| 推荐编剧           | 林咏琛、李媛、许伊萌、吴楠《七月与安生》 |
| 推荐男主角         | 许冠文《一路顺风》                       |
| 推荐女主角         | 周冬雨《七月与安生》                     |
| 推荐男配角         | 林郁智《一路顺风》                       |
| 推荐女配角         | 闫妮《罗曼蒂克消亡史》                   |
| 推荐新导演         | 毕赣《路边野餐》                         |
| 推荐新演员         | 西德尼玛《塔洛》                         |

### 第十八届（2018年）
| 表彰推荐           | 推荐名单                     |
| 第十八届（2018年） |                              |
| 推荐电影           | 《明月几时有》               |
| 推荐导演           | 陈凯歌《妖猫传》             |
| 推荐编剧           | 梅峰、黄石《不成问题的问题》 |
| 推荐男主角         | 段奕宏《暴雪将至》           |
| 推荐女主角         | 惠英红《血观音》             |
| 推荐男配角         | 张译《绣春刀2：修罗战场》    |
| 推荐女配角         | 刘引商《顺云》               |
| 推荐新导演         | 梅峰《不成问题的问题》       |
| 推荐新演员         | 周美君《嘉年华》             |

### 第十九届（2019年）
| 獎項                               | 獲獎名單                         |
| 第十九届（2019年）                 |                                  |
| 最佳电影                           | 《风中有朵雨做的云》             |
| 最佳导演                           | 章明《冥王星时刻》               |
| 最佳编剧                           | 钟伟/韩家女/文牧野《我不是药神》 |
| 最佳男主角                         | 王景春《地久天长》               |
| 最佳女主角                         | 宋佳《风中有朵雨做的云》         |
| 最佳男配角                         | 张颂文《风中有朵雨做的云》       |
| 最佳女配角                         | 曾美慧孜《冥王星时刻》           |
| 最佳新导演                         | 白雪《过春天》                   |
| 最佳新演员                         | 鄂靖文《新喜剧之王》             |
| 年度推荐电影                       | 《流浪地球》                     |
| 第十九届（2019年）百家传媒致敬单元 |                                  |
| 年度致敬工作者                     | 姚晨                             |
| 最受瞩目演员                       | 张雪迎《狗十三》                 |
| 最受期待新演员                     | 陈立农                           |
| 最具潜力演员                       | 姜珮瑶《使徒行者2》              |

## 多次获奖者

### 年度杰出电影人
| 獲獎者         | 奖项           |
| 年度杰出电影人 |                |
| 刘德华         | 2005年；2007年 |
| 黄建新         | 2010年；2015年 |

### 最佳导演
| 獲獎者   | 奖项                                                 |
| 最佳导演 |                                                      |
| 田壮壮   | 2003年《小城之春》；2005年《德拉姆》                 |
| 许鞍华   | 2008年《姨妈的后现代生活》；2009年《天水围的日与夜》 |
| 杜琪峰   | 2004年《PTU》；2012年《奪命金》；2014年《毒战》      |

### 最佳男主角
| 獲獎者     | 奖项                                                     |
| 最佳男主角 |                                                          |
| 葛优       | 2002年《大腕》；2004年《卡拉是条狗》；2011年《让子弹飞》 |
| 梁家辉     | 2006年《黑社会》；2013年《寒战》                         |

### 最佳女主角
| 獲獎者     | 奖项                             |
| 最佳女主角 |                                  |
| 惠英红     | 2010年《心魔》；2018年《血观音》 |